# Lémani Köztársaság
A Lémani Köztársaság (franciául: République lémanique) a forradalmi Franciaország kliensállama volt 1798-ban, Svájc területén, a mai Vaud kantonban (amit egyes francia források Léman-nak neveztek akkoriban). A Genfi-tó a mai napig franciául a Léman-tó nevet viseli. A Léman Köztársaság hivatalosan nem alakult meg és gyakorlatban sem funkcionált államként, de rengeteg korabeli dokumentumban és hivatalos okmányban hivatkoznak rá.

## Előzmények

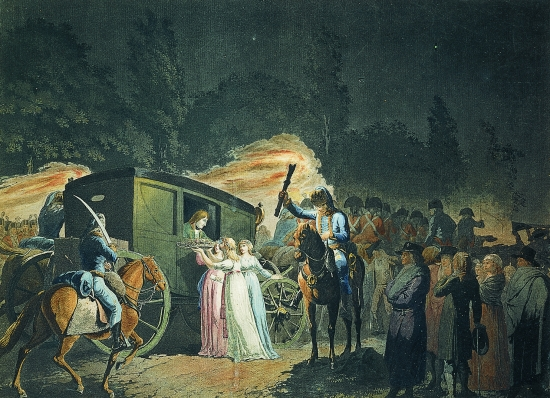
Napóleon átvonul Lausanne-on 1797. november 23-án

Az 1789-es forradalom kirobbanását követően francia ösztönzésre Svájc több nyugati kantonjában felkelések törtek ki, amelyek a forradalmi eszmék kiterjesztését célozták. Elsőként alakult meg a Raurák Köztársaság a mai Jura kantonban.
A francia forradalmi seregek rövidesen megszállták Svájcot is. Amikor 1798 januárjában benyomultak Bázel és Biel területére, a Bern kantonhoz tartozó Lausanne-ban népfelkelés tört ki január 23-án, amely kiterjedt a parasztközösségekre is. Ahogy más kantonokban is, a felkelés okai a berni, bázeli és zürichi oligarchák hatalmaskodásai voltak, akik gazdasági monopóliumokat és politikai egyeduralmat építettek ki az elmúlt évtizedekben. Lausanne-ban Bern túlzott hatalma váltotta ki az elégedetlenséget, amely már 262 éve uralta a területet.

## A szimbolikus köztársaság
A köztársaság kikiáltására tett indítványt egy svájci francia politikus, Vincent Perdonnet írta alá még 1797 végén.
Egy nem hivatalos deklarációra a népfelkelést követően, 1798. január 24-én sor került. Ezt Perdonnet, valamint barátja és munkatársa Frédéric-César de La Harpe fogalmazták meg. Néhányan a Hôtel de Ville nevű fogadó előtt meglengették az újdonsült állam zászlaját. Nemsokkal később Vevey-ben is kihirdették a köztársaság megalakulását.
A franciák bizottságot küldtek Lausanne-ba, amely találkozott a felkelők és a környék közösségeinek küldöttségével január 25-én, majd egy közgyűlést, utóbb egy reprezentatív közgyűlést alakítottak ki, amely az új államot képviselte szóban. A Berntől megszerzett területen kívül hozzácsatoltak egy kisebb részt, amely Fribourghoz tartozott.

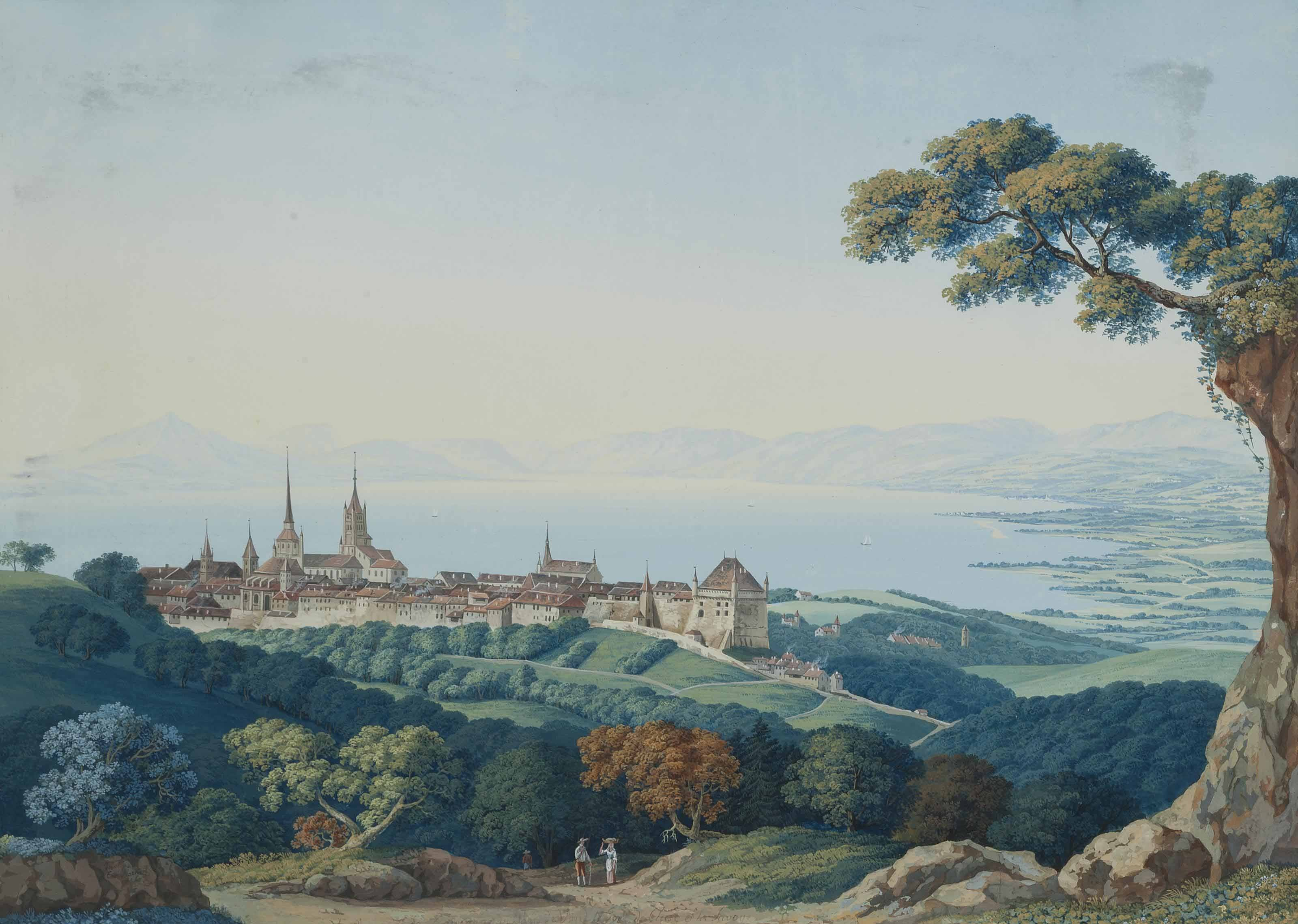
Lausanne 1796 körül (Carl Ludwig Hackert festménye)

Bern kanton csapatai nem mertek fellépni a lausanne-i felkelők ellen, részben mert a közelben állomásoztak a Philippe Romain Ménard vezette francia erők, részben mert Ménard ellenállásra szólította fel a Lémani Köztársaságot bármilyen támadás esetén.
A küldöttség érkezésekor azonban kisebb incidens történt Thierrensben, ahol a köztársaság küldöttjei francia lovasok és a felkelőkhöz állt svájci dragonyosok kíséretében Bernbe tartottak egy ultimátummal, hogy a kanton ne lépjen fel fegyveres erővel Léman ellen. A településre érve a kutyák szimatot fogtak és ugatásaikkal felverték a helyieket, akik azt hitték francia támadás történt, ezért rálőttek a küldöttségre, több ember halálát okozva ezzel.
A thierrens-i eseményekért Ménard azonban Bernt tette felelőssé, amelyet ürügyként használt fel, hogy seregével bevonuljon a kantonba január 27-én.
Az állam nevének megválasztásával kapcsolatban akadtak viszont ellenhangok. Egy másik svájci francia politikus, Georges Boisot úgy látta, hogy a név inkoherens és meglehetősen határozatlan.

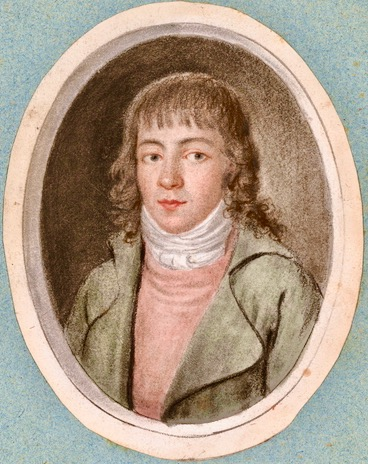
George Boisot

## Beolvasztása
Március 5-én a francia csapatok bevették Bernt, s a Svájci Konföderáció ezzel összeomlott.
Ám a franciákkal szembeni szimpátia csakhamar megszűnt nem csupán a Lémani Köztársaságban, de más kantonokban is. A nagyszámú katonaság, főleg a tél miatt, rendszeresen sarcolta a lakosságot, attól élelmet, ruhát, fűtőanyagot vett el és megpróbálta a helyieket is bekényszeríteni a hadsereg soraiba. Később fokozódott a teher a svájciakon, amikor Napóleon csapatai is beléptek a területre a németföldön és Egyiptomban folytatott hadjáratokból. Franciaországnak létfontosságú volt ugyanis a svájci hágók birtoklása, ezért állomásoztatott nagyszámú haderőt a területén.

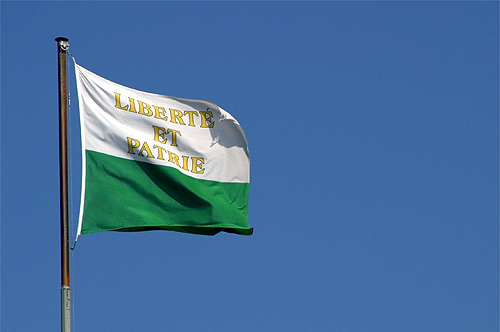
Vaud kanton ma használatos lobogója

Számos erőszakos visszaélést is műveltek a francia katonák a svájciakkal szemben. A Svájcba importált forradalmi eszmék ráadásul centralistának és elnyomónak hatottak az emberek számára, akik már jobbnak találták a korábbi, lazább berendezkedést a konföderációban, amely több önállóságot hagyott nekik.
A Lémani Köztársaságot 1798. április 12-én összevonták az új Helvét Köztársasággal, ezzel némileg enyhítve azon feszültséget, amely abból adódott, hogy ezt a régiót is annektálná Franciaország, miként azt tette a Raurák Köztársasággal. Maga Perdonnet úgy látta, hogy a Lémani Köztársaság előfeltétele volt az új állam létrehozásának.
Perdonet eleinte a Helvét Köztársaság kormányában fontos pozíciókat (így kereskedelmi biztos is volt), majd 1801-től visszavonult az üzleti életbe és Franciaországba települt. A napóleoni háborúkat követően sokat tett Vaud gazdasági és infrastrukturális fejlesztéséért.

## Szimbólumai
A köztársaságnak volt saját zászlaja: teljesen zöld alapú lobogó, benne aranyszínű betűkkel az állam neve franciául és a mottó: Liberté, Egalité (Szabadság, Egyenlőség). Vaud kanton ma használatos zászlója is elég hasonló hozzá: fehér-zöld dikolór, a mottó szintén aranybetűkkel és franciául: Liberté et Patrie (Szabadság és Haza).